# 临夏南关大寺
临夏南关大寺是一座著名的清真寺，位于中国甘肃省临夏回族自治州临夏市八坊街道南门广场西南角。
临夏南关大寺创建于元代，是临夏最早出现的清真寺。1928年，临夏南关大寺及整个八坊回民居住区在战火中被河州镇守使赵希聘烧毁。1933年马步芳资助重建，为中国宫殿式木建筑。1958年，南关大寺在反封建斗争中遭到封闭，财产被没收。1967年，南关大寺在文革中遭拆除。1979-1983年重建，可容纳2000人礼拜。1984年5月4日，世界伊斯兰联盟代表团成员在该寺参加主麻日聚礼，教众达万人左右。